# Benjamin Juéry
Pour les articles homonymes, voir Juéry.
Benjamin Bernard Pierre Juéry est un homme politique français né le 28 octobre 1795 à Saint-Juéry (Tarn) et décédé le 18 mai 1863 à Paris.

## Biographie
Avocat, il est député du Tarn de 1849 à 1851, siégeant au groupe d'extrême gauche de la Montagne.

## Sources
- « Benjamin Juéry », dans Adolphe Robert et Gaston Cougny, Dictionnaire des parlementaires français, Edgar Bourloton, 1889-1891 [détail de l’édition]